# Vrh pri Ljubnu
Vrh pri Ljubnu je naselje v Občini Novo mesto.